# Skvělé zprávy
Skvělé zprávy (v anglickém originále Great News) je americký televizní sitcom, jehož tvůrkyní je Tracey Wigfield. Seriál měl premiéru dne 25. dubna 2017 na stanici NBC. 11. května 2017 stanice objednala druhou řadu, která se skládá z 13 dílů a premiéru měla 28. září 2017.
Dne 11. května 2018 byl seriál po dvou řadách zrušen.

## Příběh
Seriál se odehrává ve světe televizního zpravodajství. Sleduje producentku zpráv, která se musí vypořádat s novou stážistkou: svojí matkou.

## Obsazení

### Hlavní role
- Briga Heelan jako Katherine „Katie“ Wendelson
- Andrea Martin jako Carol Wendelson
- Adam Campbell jako Greg Walsh
- Nicole Richie jako Portia Scott-Griffith
- Horatio Sanz jako Justin
- John Michael Higgins jako Chuck Pierce

### Vedlejší role
- Tracey Wigfield jako Beth Vierk
- Sheaun McKinney jako Wayne
- Brad Morris jako Gene
- Stewart Skelton jako Dave Wendelson
- Vicki Lawrence jako Angie Deltaliano
- Sarah Baker jako Joyce Vickley
- Adam Countee jako Chip
- Dave Hill jako Chet
- Ana Gasteyer jako Kelly
- Rachel Dratch jako Mary-Kelly
- Christina Pickles jako Mildred Marlock (1. řada)
- Tina Fey jako Diana St. Tropez (2. řada)
- Reid Scott jako Jeremy (2. řada)
- Jim Rash jako Fenton Pelt (2. řada)

## Vysílání
| Řada | Díly | Premiéra v USA | Premiéra v USA  |
| Řada | Díly | První díl      | Poslední díl    |
| ---- | ---- | -------------- | --------------- |
| 1    | 10   | 25. dubna 2017 | 23. května 2017 |
| 2    | 13   | 28. září 2017  | 25. ledna 2018  |